# Metropolis Street Racer
Metropolis Street Racer is een racespel voor de Dreamcast uit 2000. Het spel is ontwikkeld door Bizarre Creations en uitgegeven door Sega.

## Beschrijving
Het racespel introduceert een kudos-systeem waarbij spelers worden beloond voor hun racestijl en snelheid. Er zijn realistische omgevingen in het spel te vinden van de steden Londen, Tokio en San Francisco. Ook worden dag- en nachtcycli nagebootst via de interne klok van de Dreamcast. De muziek in het spel is gecomponeerd door de Britse Richard Jacques.
Er zijn in totaal 262 racebanen te vinden in het spel, wat destijds een groot aantal was. Er zijn vijf uitdagingen aanwezig, waaronder:
- Hotlap: hierin racet men solo
- One-on-one: een race tegen een rivaal
- Street Race: een enkele race tegen meerdere rivalen
- Championship: een serie van vier racen tegen drie rivalen
- Challenge: een race met aangepaste regels

Het spel was aanvankelijk gepland als lanceertitel voor de Dreamcast, maar door vertraging verscheen het uiteindelijk in november 2000.

## Ontvangst
Metropolis Street Racer ontving positieve recensies. Men prees de gameplay, visuele elementen en moeilijkheidsgraad. Enige kritiek was er op de langdradigheid in het spel.
| Aggregator                | Score  |
| ------------------------- | ------ |
| GameRankings              | 88,59% |
| Metacritic                | 87/100 |
| Publicatie                | Score  |
| Computer and Video Games  | 9      |
| Electronic Gaming Monthly | 9      |
| Eurogamer                 | 9      |
| Game Informer             | 9      |
| GameSpot                  | 7,7    |
| GameSpy                   | 7      |
| IGN                       | 9,1    |

## Trivia
- Het spel is opgenomen in het boek 1001 Video Games You Must Play Before You Die van Tony Mott.